# Mẫu đầu tiên

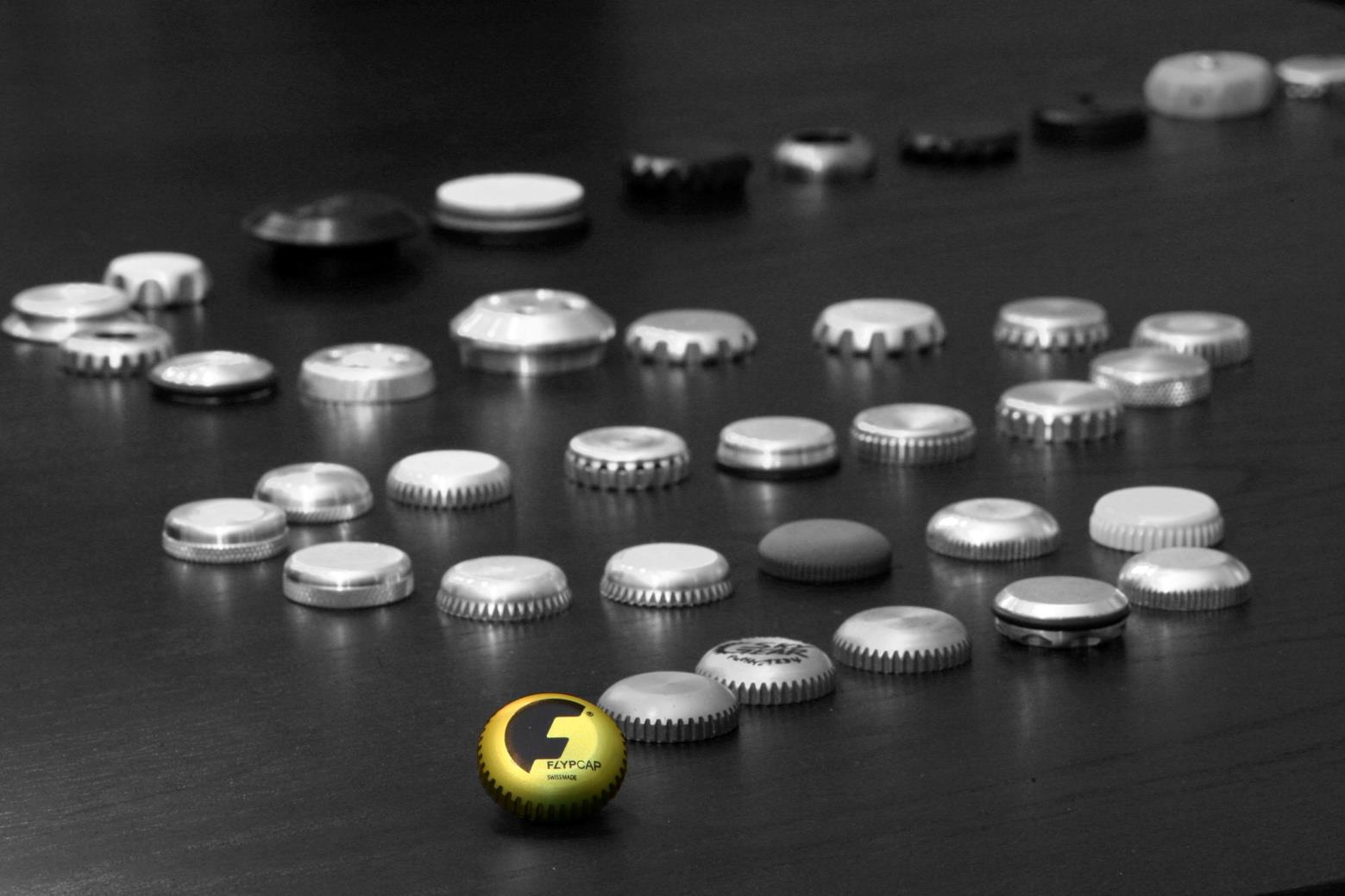
Một loạt các mẫu đầu tiên đưa đến thiết kế cuối cùng.

Mẫu đầu tiên, một mô hình, hay một sản phẩm được phát hành để xây dựng và thử nghiệm một khái niệm hoặc quá trình hoặc để hoạt động như một mẫu để học hỏi và nhân rộng. Nó là một thuật ngữ được sử dụng trong nhiều khía cạnh của hệ thống: quản lý thông tin, thiết kế, điện tử, phần mềm và lập trình. Một mẫu đầu tiên được thiết kế để thử nghiệm và nâng cao độ chính xác của một thiết kế mới  bằng các hệ thống phân tích và người sử dụng. Việc tạo mẫu để cung cấp các thông số kỹ thuật cho một hệ thống thực tế, hệ thống làm việc chứ không phải là một hệ thống lý thuyết. Trong một số mô hình quy trình làm việc, tạo ra một mẫu đầu tiên là bước đi trung gian giữa sự chính thức hóa và sự đánh giá giá trị của một ý tưởng.
Trong hệ thống, mẫu đầu tiên như là một hệ thống con của hệ thống. Mẫu đầu tiên của hệ thống này có thể có nhiều hình thức, có thể là phác thảo trên giấy tờ hoặc trên máy tính. Mẫu đầu tiên có thể mô hình hóa được toàn bộ hệ thống hay chỉ là trên màn hình với những dữ liệu mẫu.

## Mô hình mẫu đầu tiên
Mô hình mẫu đầu tiên là một phương pháp phát triển hệ thống trong đó một mô hình mẫu được xây dựng, kiểm tra, sau đó xây dựng lại nếu cần thiết cho đến khi đạt được một mô hình mẫu chấp nhận được, từ mô hình này, một hệ thống hoặc sản phẩm hoàn chỉnh có thể được phát triển.
Trong trường hợp không có thông tin chi tiết cho đầu vào của hệ thống, những yêu cầu cần xử lý, và những yêu cầu đầu ra, mô hình mẫu đầu tiên nên được sử dụng. Mô hình này tăng tính linh hoạt của quá trình phát triển bằng cách cho phép khách hàng tương tác và thử nghiệm với một đại diện của sản phẩm.

### Chu trình của mô hình mẫu đầu tiên
- Thu thập yêu cầu.
- Nhà phát triển và khách hàng xác định những yêu cầu chung, tổng thể, đồng thời cần phải xác định được những yêu cầu cần nhiều sự đầu tư.
- Một thiết kế nhanh được đưa ra, tập trung vào những thứ sẽ được hiển thị  cho người sử dụng (khách hàng) chẳng hạn như định dạng đầu ra, đầu vào của chương trình…
- Sử dụng những đoạn chương trình có sẵn hoặc tự viết để chèn vào phiên bản hiện tại.
- Mẫu đầu tiên được đánh giá bởi khách hàng hoặc người sử dụng và nó được sử dụng để tinh chỉnh những yêu cầu cho phần mềm được phát triển.
- Quá trình trên được lặp lại cho đến khi mẫu đầu tiên được tinh chỉnh thỏa mãn yêu cầu của người dùng.

Một mô hình mẫu đầu tiên thường thiếu khả năng hiển thị quá trình, đòi hỏi khả năng tạo mẫu nhanh, chỉ được áp dụng vào những hệ thống nhỏ hoặc trung bình, một phần của hệ thống lớn (như giao diện người dùng) hoặc những hệ thống có thời gian sống ngắn.

## Dữ liệu mẫu
Dữ liệu mẫu hay mẫu đầu tiên dữ liệu là một dạng của mẫu thử nghiệm chức năng hoặc mẫu thử nghiệm đang hoạt động. Lý giải cho việc tạo ra nó thường là một sự chuyển đổi dữ liệu, tích hợp dữ liệu, và các nguyên liệu được sử dụng như là đầu vào là một thể của tất cả các dữ liệu có liên quan,thứ mà hiện hữu lúc bắt đầu của dự án.
Các mục tiêu của dữ liệu mẫu là để sản xuất:
- Một bộ làm sạch dữ liệu và quy tắc chuyển đổi đã được xem xét để sản xuất dữ liệu, chúng đều phù hợp với mục đích.
- Một tập dữ liệu là kết quả của những quy tắc được áp dụng cho các trường hợp của những dữ liệu thô có liên quan.

Để đạt được điều này, những kĩ sư tin học sử dụng một giao diện đồ họa tương tác phát triển và thực hiện chuyển đổi và làm sạch dữ liệu thô để sử dụng. Các dữ liệu kết quả sau đó được đánh giá và các quy tắc được cải tiến. Ngoài việc kiểm tra trực quan rõ ràng của các dữ liệu trên màn hình của kĩ sư tin học, các phương pháp đánh giá thông thường và sự chấp nhận tiếp cận là sử dụng phần mềm định hình dữ liệu, và sau đó chèn các dữ liệu kết quả vào một phiên bản thử nghiệm của ứng dụng mục tiêu và thử nghiệm việc sử dụng nó.